# Аль-Камиль II Мухаммад ибн Гази
аль-Малик аль-Камиль Насир ад-Дин Мухаммад ибн Гази (араб. الملك الكامل ناصر الدين محمد بن غازي‎) — последний малик Мияфракина (1244—1260) из династии Айюбидов, сын малика аль-Музаффара Шихаб ад-Дина Гази ибн Ахмада. Один из правителей Месопотамии, оказавший ожесточённое сопротивление монгольским войскам Хулагу, вторгшимся на Ближний Восток. Рашид ад-Дин в своей летописи характеризует его как человека воздержанного и благочестивого.

## Нашествие монголов и казнь малика аль-Камиля

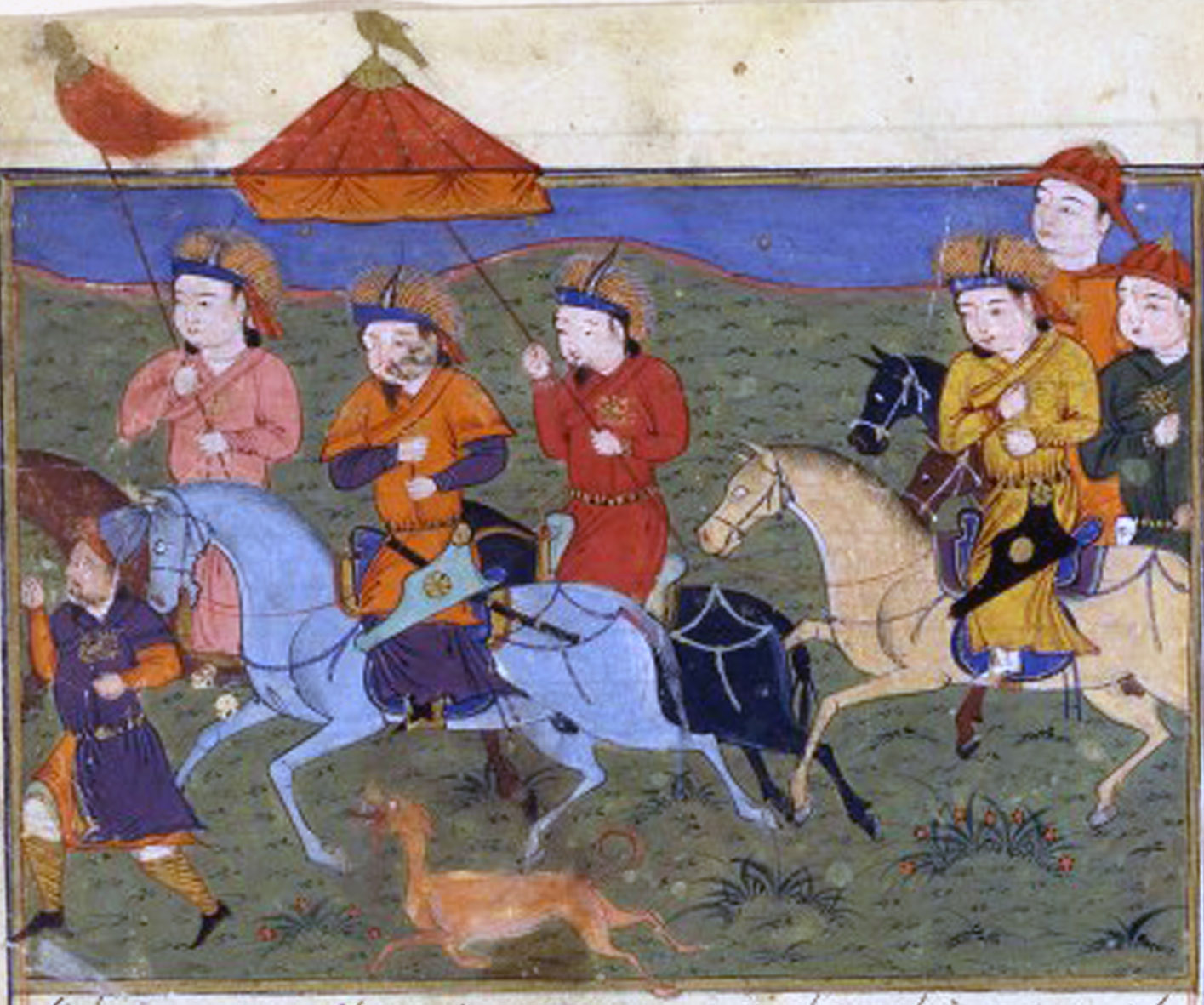
Хулагу и его армия. Миниатюра из рукописи Джами ат-таварих Рашид ад-Дина. Герат, XV век.

Во время ближневосточного похода (1256—1260) Хулагу многие местные правители сочли за благоразумие иъявить покорность завоевателям. Поначалу так поступил и малик аль-Камиль: он совершил поездку к монгольскому хану и вернулся с ярлыком и пайзой, утверждавшими аль-Камиля во главе его владений. Во время похода Хулагу на Багдад (1258 год) аль-Камиль попытался склонить амира Дамаска ан-Насира Салах ад-Дина Юсуфа II к совместному выступлению на помощь халифу против монголов, но тот уклонился от этого шага. После завоевания Багдада Хулагу аль-Камиль отказался явиться к нему для изъявления покорности. В итоге Хулагу отправил войско во главе одного из своих сыновей Юшумута на завоевание Мияфракина (Маяфарикина). Подступив к Маяфарикину, монголы направили малику аль-Камилю требование покориться монгольскому хану. Малик аль-Камиль на это ответил Юшумуту буквально следующее:
Не следует царевичу ковать холодное железо и рассчитывать на невозможные вещи, ибо нет доверия к вашим словам и я не соблазнюсь вашими любезными речами. Монгольской рати я не опасаюсь и, покуда душа в теле, буду разить мечом, потому что ты сын того отца, который нарушил договор и условие с Хуршахом, халифом, Хусам-ад-дином Акка, и Тадж-ад-дином Ирбильским... Конечно, и я также испытаю то же самое, что испытали они.

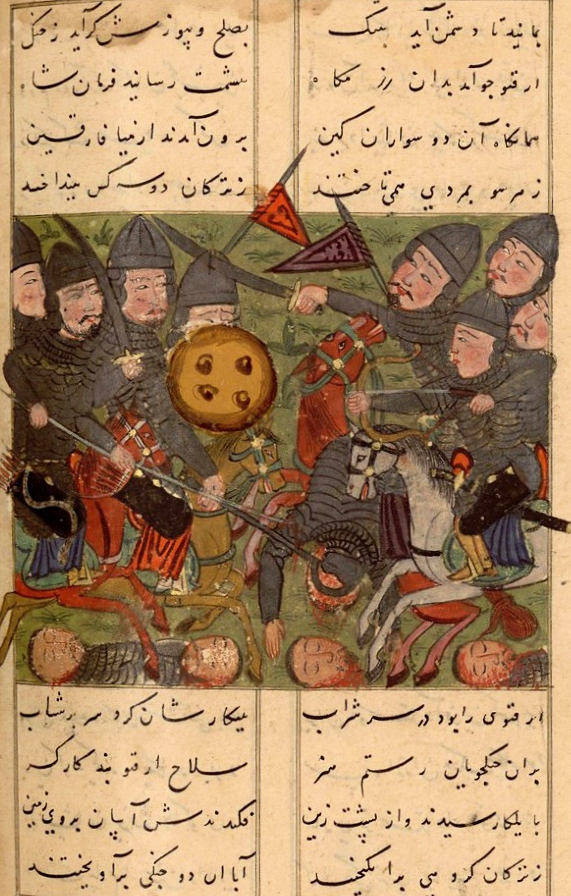
Битва при Мийафарикине (1259).

После этого аль-Камиль призвал подданных к оружию, пообещав пожертвовать нуждающимся «всё серебро, золото и хлеб, которые налицо в казне и амбарах», заметив при этом, что он-де, «хвала Аллаху, не такой сребролюбец, как Мустасим, который из скупости и скаредности пустил по ветру и голову свою и Багдадское царство».
В войне с монголами малик аль-Камиль использовал тактику неожиданных молниеносных нападений, после которых его конница укрывалась за крепостными стенами города. Противники активно бомбардировали друг друга из камнемётов. Защитники Мияфракина бились настолько ожесточённо, что Хулагу вынужден был послать Юшумуту подкрепление во главе с Элькэй-нойоном Урукту. Монголы решили осаждать город до тех пор пока у его защитников не закончатся припасы. Осада продолжалась почти два года. Осаждённые были доведены голодом до такого истощения, что в городе началось людоедство. Когда монголы во главе с Урукту вошли в город, в нём осталось всего около семидесяти полумертвых человек, которые попрятались по домам. Малик аль-Камиль и его брат были схвачены и отправлены в Телль-Башир к Хулагу.
Хулагу встретил аль-Камиля упрёками, после чего приказал подвергнуть членов семьи и родичей аль-Камиля наказанию, а самого малика казнить исключительно мучительным способом: с тела живого аль-Камиля срезали куски мяса и заталкивали ему в рот до тех пор, пока он не умер.